# Trần Trung Thực
Trần Trung Thực (?-1985) là một liệt sĩ Quân đội Nhân dân Việt Nam. Cuốn sổ công tác cũng là nhật ký của anh là sự phản ánh tiêu biểu cho hình ảnh người chiến sĩ quân đội Việt Nam trong cuộc chiến bảo vệ biên giới phía Bắc.

## Tiểu sử
Liệt sĩ Trần Trung Thực quê ở Phú Thọ. Anh công tác tại Đại đội 7, Tiểu đoàn 4, Trung đoàn 149, Sư đoàn 356.
Anh hy sinh trong trận chiến diễn ra ngày 14 tháng 1 năm 1985, tại điểm cao 300-400 (thuộc xã Thanh Thủy, huyện Vị Xuyên).
Cuốn sổ công tác của anh được các đồng đội tìm lại được vào năm 2016, được gia đình trao lại cho các đồng đội cũ.

## Nhật ký
Cuốn sổ công tác, cũng là nhật ký của liệt sĩ Trần Trung Trực khi được tìm thấy gồm cả lá thư chưa kịp gửi về cho gia đình, có ghi: 
...
Mẹ yêu quý của con!
Mùa xuân về lại có ngày tết cổ truyền dân tộc là ngày vui nhất của mọi gia đình vì ngày ấy là ngày sum họp, đoàn tụ, với con bốn xuân rồi con không được về, xuân này là thứ năm rồi mà chẳng có hy vọng đâu mẹ ạ, cuộc chiến còn dài còn gian khổ ác liệt và hy sinh, không phải vì sự hy sinh của đồng đội tác động và cái ác liệt, nhưng với tình hình này con vẫn như thấy bản thân mình khó trọn vẹn. Song một khi con đã quyết định - vì sao ? Đó là một vấn đề dài, móc xích thì con cũng quyết tâm bước tiếp cho trọn tới đích, thiệt thòi đã nhiều, kể chi một thời gian ngắn phải không mẹ, cho dù con phải chấp nhận những gì đi nữa mẹ tin rằng con vẫn vững vàng vượt qua để trở về với mẹ.
...
Những dòng ghi chép vài ngày trước khi anh hy sinh:
Toàn thể chúng tôi đều nhận thức rõ âm mưu của kẻ thù, cùng vai trò trách nhiệm của mình đối với Tổ quốc và nhân dân. Dù gian khổ ác liệt cùng nhiều thiếu thốn, dù phải hy sinh đến tính mạng chúng tôi cũng quyết tâm giữ đất và đánh địch giành đất với mong muốn một ngày không xa, đất ta lại là của ta, non sông vẹn toàn và nơi đây sẽ mãi mãi thanh bình không còn tiến súng giặc, đồng bào các dân tộc lại trở về xây dựng bản, làng quê hương giàu đẹp như xưa và cũng là làm giàu đẹp cho bộ mặt đất nước.
Trong thời gian chiến đấu, anh từng yêu một đồng đội làm công tác văn công của sư đoàn. Một số bài thơ tình của anh đã được đưa lên truyền hình VTV nhân dịp tưởng niệm cuộc chiến:
| Trăng đêm thu - mơ màng soi đôi bờ Sương long lanh - in hình sao trên trời Trong bóng đêm - anh nhìn về nơi ấy Có ánh trăng - thao thức cùng nhớ em. |

| Yêu em anh không thể Hôn em bằng đôi môi Của một người nô lệ. Dẫu đời không yêu đương Anh cũng chỉ cầu mong Hòa bình cho nhân loại Yên lành cho muôn phương. |